# Liste der Naturdenkmale in Roes
Die Liste der Naturdenkmale in Roes nennt die im Gemeindegebiet von Roes in Rheinland-Pfalz ausgewiesenen Naturdenkmale (Stand 25. März 2024).

## Naturdenkmale
| Nr.         | Bezeichnung          | Lage                                           | Beschreibung                                 | Bild            |
| ----------- | -------------------- | ---------------------------------------------- | -------------------------------------------- | --------------- |
| ND-7135-406 | Pyrmonter Wasserfall | östlich des Ortes bei der Pyrmonter Mühle Lage | Wasserfall des Elzbachs; teilweise zu Pillig | Fotos hochladen |